# 红口水仙
紅口水仙（學名：Narcissus poeticus）是水仙屬的模式種，原產於中南歐，後來作為觀賞植物引入北美等其他地區。其花有香氣，高20—40（7.9—15.7英寸）。從中提取的精油可用來製作香水

## 外部連接
- USDA Plants Profile （页面存档备份，存于）
- Photo gallery （页面存档备份，存于）
- Tela Botanica 43634